# Colonia Guadalupe Victoria, San Luis Potosí
Colonia Guadalupe Victoria är en ort i Mexiko.   Den ligger i kommunen Villa de Arriaga och delstaten San Luis Potosí, i den centrala delen av landet, 400 km nordväst om huvudstaden Mexico City. Colonia Guadalupe Victoria ligger 2 111 meter över havet och antalet invånare är 194.
Terrängen runt Colonia Guadalupe Victoria är platt västerut, men österut är den kuperad. Runt Colonia Guadalupe Victoria är det glesbefolkat, med 19 invånare per kvadratkilometer. Närmaste större samhälle är Colonia Emiliano Zapata, 17,2 km söder om Colonia Guadalupe Victoria. Omgivningarna runt Colonia Guadalupe Victoria är i huvudsak ett öppet busklandskap.